# Guilt Is a Useless Emotion
Guilt is a Useless Emotion è una canzone del gruppo rock-synthpop britannico New Order, estratta come quarto e ultimo singolo dall'album Waiting for the Sirens' Call e pubblicata il 16 novembre 2005 dalla Warner Music. Viene cantato insieme alle cantanti Beatrice Hatherley e Dawn Zee.

## Tracce
Testi e musiche dei New Order.

### PRO-CDR-101687
1. Guilt is a Useless Emotion (Album Version) – 5:36
2. Guilt Is A Useless Emotion (DJ Dan Club Mix) (Remixato da DJ Dan e Dave Audé) – 8:05
3. Guilt Is A Useless Emotion (Bill Hamel Vocal Mix) (Remixato da Barry Jamieson e Bill Hamel) – 8:39
4. Guilt Is A Useless Emotion (MARK!'s True N.O. Vox) (Remixato da Mark Picchiotti) – 7:30
5. Guilt Is A Useless Emotion (Morel's Pink Noise Mix) (Remixato da Richard Morel) – 7:49
6. Guilt Is A Useless Emotion (DJ Dan Mixshow) (Remixato da DJ Dan e Dave Audé) – 6:09
7. Guilt Is A Useless Emotion (Mac Quayle Extended) (Remixato da Mac Quayle) – 7:57
8. Guilt Is A Useless Emotion (Morel's Pink Noise Dub) (Remixato da Richard Morel) – 7:19
9. Guilt Is A Useless Emotion (MARK!'s True N.O. Dub) (Remixato da Mark Picchiotti) – 7:30

### DMD Dj Version
1. Guilt Is A Useless Emotion (Album Version (Stuart Price)) – 5:36
2. Guilt Is A Useless Emotion (DJ Dan Club Mix) (Remixato da DJ Dan) – 8:05
3. Guilt Is A Useless Emotion (Bill Hamel Vocal) (Remixato da Bill Hamel) – 8:39
4. Guilt Is A Useless Emotion (Blueplate Mix) (Remixato da Mark Picchiotti) – 7:30
5. Guilt Is A Useless Emotion (Morel's Pink Noise Mix) (Remixato da Richard Morel) – 7:49
6. Guilt Is A Useless Emotion (Mac Quayle Extended) (Remixato da Mac Quayle) – 7:57